# Eva Kalužáková
Eva Kalužáková, coniugata Blažková (Strakonice, 3 maggio 1965), è un'ex cestista cecoslovacca.

## Carriera
Con la Cecoslovacchia ha disputato i Giochi olimpici di Seul 1988, due edizioni dei Campionati mondiali (1986, 1990) e quattro dei Campionati europei (1985, 1987, 1989, 1991).